# Török László (fotóművész)
Török László (Budapest, 1948. április 20. – 2020. június 7.) Balázs Béla-díjas (1989) magyar fotóművész.

## Életpályája
1966–1970 között a Mafilm laboratóriumában dolgozott. 1970–1973 között a Magyar Távirati Iroda világosítója volt. 1973–1975 között szabadfoglalkozású fotósként dolgozott. 1975-ben az Idegenforgalmi Propaganda és Kiadó Vállalat fotóriportere, majd képszerkesztője volt. 1979-től tagja volt a Magyar Fotóművészek Szövetségének. 1981-ben elvégezte a MÚOSZ Újságíró Iskolát. 1991-ben Salföldön megalapította a Pajta Galériát. 1997-ben a Művészeti Bizottság vezetője volt.

## Családja
Szülei: Török József László és Tischlér Margit voltak. 1976-ban házasságot kötött Pálinkás Évával. Két gyermekük született: László (1977) és Éva (1979).

## Kiállításai

### Egyéni
- 1978 Karcag, Budapest
- 1979 Miskolc
- 1981 Vác, Szolnok, Szeged, Balassagyarmat
- 1982 Gödöllő
- 1983, 1986, 1988, 1998 Budapest
- 1996 Esztergom
- 1997 Pécs

### Csoportos
- 1980, 1987 Budapest
- 1986 Belgrád, Róma

## Könyvei
- Módosulások; Magvető, Bp., 1983 (JAK füzetek)
- Idézetek (1986)
- Találkozások I-II. (1986)
- 43 év a fényérzékeny világban. Török László fotóművész akadémiai székfoglalója. Budapest, Vigadó, 2015. március 20.; szerk. Kincses Károly; Pajta Galéria, Salföld, 2015
- Pajtakönyv. 25 év, 1991-2016. Kortárs magyar fotográfiai gyűjtemény; szerk. Harnóczy Örs, Kincses Károly, Török László; Pajta Galéria, Salföld, 2016
- Török László. Fotópoézis / Photopoesis; szöveg Kincses Károly, Zalán Tibor; Pajta Galéria, Salföld, 2019

## Díjai
- Balázs Béla-díj (1989)
- Kodak-díj (1993)